# 塔馬拉區

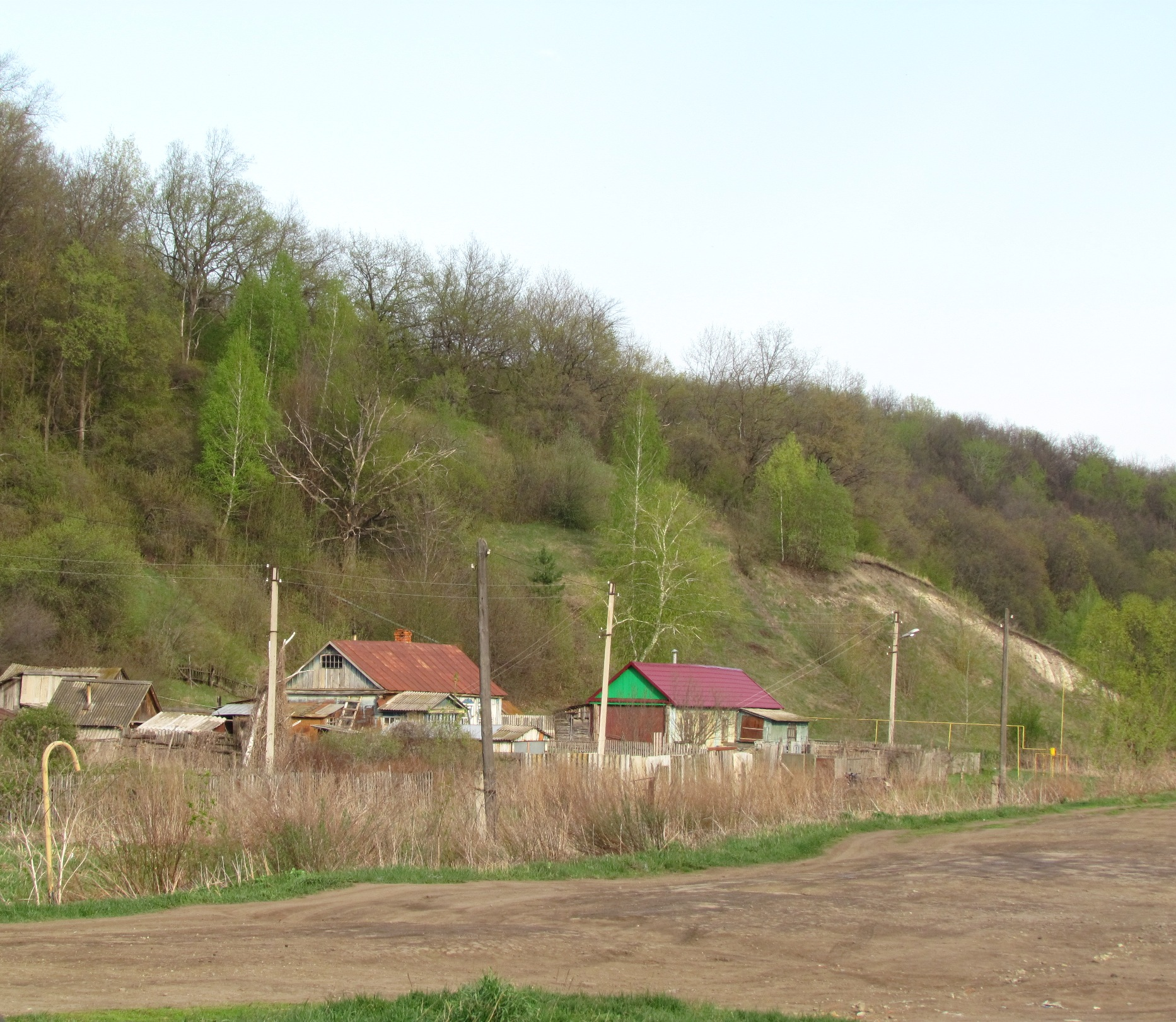

52°32′30″N 43°15′00″E / 52.54167°N 43.25000°E
塔馬拉區（俄语：Тамалинский район），是俄羅斯的一個區，位於該國西南部，由奔薩州負責管轄，面積1,236平方公里，2010年該區人口16,503，人口密度每平方公里13.35人。